# Prionosciadium
Prionosciadium là chi thực vật có hoa trong họ Apiaceae.